# Йосиф бен Соломон Тайтацак
Йосиф бен Соломон Тайтацак (на иврит: יוסף בן שלמה טאיטאצק) е еврейски писател, кабалист и равин. Смятан е за един от най-добрите талмудисти на своето време.

## Биография
Йосиф бен Соломон Тайтацак е роден в сефарадско семейство, брат е на Юда бен Соломон Тайтацак. Живее в XV и XVI век в Солун, тогава в Османската империя, след като заедно с брат си и баща си бяга от Испания в 1492 година. В Солун Йосиф става равин. Йосиф Тайтацак става един от най-великите талмудисти на своето време, признат дори от авторитети като Йосиф Каро. Сред учениците на Йосиф Тайтацак са Исак Адарби и Самуил ди Медина. Тайтацак е горещ последовател на Кабала, с която е добре запознат и води аскетичен живот. С такава склонност към аскетизъм и мистицизъм Тайтацак е запленен от месианските приумици на Соломон Молко, когото поддържа по време на своите проповеди в Солун в 1529 година.
Научната дейност на Йосиф Тайтацак е предимно в областта на библейските текстове. Автор е на коментари върху Еклисиаста, Книга на пророк Даниил, псалми и много други. Тайтацак е автор и на респонси, записки относно казуистически въпроси и други.